# Banco Central do Uruguai
O Banco Central do Uruguai (BCU) é o órgão responsável por formular e executar a política monetária da República Oriental do Uruguai, sendo um ente autônomo do Estado com autonomia técnica, administrativa e financeira.

## História
O BCU foi criado em 1967, com base no artigo 196 da Constituição do Uruguai. A sua estrutura e funcionamento foram definidos pela Lei N.º 16.696, de 30 de março de 1995, conhecida como a sua Carta Orgânica.

### Origem
As sua origens remontam ao Banco da República Oriental do Uruguai (BROU), cuja estrutura incluía, desde 1896, um Departamento de Emissão responsável por funções típicas de autoridade monetária. Em 1935, esse departamento foi separado como unidade autônoma, adquirindo maior independência funcional, e, em 1939, foi formalmente estruturado com competências específicas em matéria de emissão monetária e supervisão bancária. Esse processo institucional culminou na criação do BCU, cuja instalação ocorreu em 16 de maio de 1967, data da primeira reunião de seu Diretório. A partir de então, o novo ente assumiu as atribuições de autoridade monetária, enquanto o BROU passou a desempenhar exclusivamente funções de banco comercial.
Durante a década de 1990, houve um debate sobre a necessidade de aumentar a autonomia do BCU, alinhado com tendências similares em outros países da América Latina. No entanto, o projeto de desvincular a nomeação de seus diretores dos ciclos eleitorais fracassou no parlamento.
Após a crise financeira de 2002, o Uruguai abandonou o regime de câmbio fixo e adotou um sistema de metas de inflação, no qual o BCU passou a utilizar a taxa de juros como principal instrumento de política monetária.

### Cédulas digitais
Em 2017, o Uruguai tornou-se o primeiro país do mundo a utilizar cédulas digitais, em colaboração com a Administração Nacional de Telecomunicações (Antel), IBM e Redpagos, entre outras entidades.

## Finalidades e atribuições
Segundo a sua Carta Orgânica, as finalidades principais do BCU são:
- Assegurar a estabilidade de preços;
- Regular e supervisionar o sistema de pagamentos e o sistema financeiro;
- Administrar as reservas internacionais;
- Emitir moeda e retirar de circulação cédulas e moedas.

Também atua como agente financeiro do Estado e representante do Uruguai em organismos financeiros internacionais.

## Estrutura organizacional
A direção do BCU é exercida por um Diretório composto por três membros, nomeados segundo o artigo 187 da Constituição. Estes devem possuir reputação, competência técnica e independência de critérios.
O presidente do Diretório representa oficialmente o banco e é responsável por executar as resoluções do colegiado.

## Política monetária
Desde 2005, a política monetária do Uruguai está baseada em um regime de metas de inflação, abandonando a âncora monetária. A taxa básica de juros, definida pelo Comitê de Política Monetária (COPOM), passou a ser o principal instrumento de controle da inflação.
Além disso, o banco utiliza instrumentos não convencionais, como os requerimentos de reservas bancárias. Estes foram ampliados em 2008 como parte de uma estratégia de contenção inflacionária e redução da dolarização da economia.
Mesmo com esses mecanismos, entre 2010 e 2012 a inflação superou a meta estabelecida, levando a aumentos nas taxas de juros e nos requerimentos de reserva marginal.